# Francis Thomé
François Luc Joseph Thomé, dit Francis Thomé, est un pianiste et compositeur français né à Port-Louis (île Maurice) le 18 octobre 1850 et mort à Paris le 16 novembre 1909.
Au Conservatoire de Paris, il suivit la classe de composition de Jules Duprato et d'Ambroise Thomas et obtint un second prix de piano, un second prix d'harmonie et un premier prix de fugue. Ses études terminées, il commença à s'occuper de composition, tout en se livrant à l'enseignement.
Il mit à la mode dans les salons de la fin du XIXe siècle, la récitation poétique accompagnée. Il fut aussi reconnu pour ses opérettes. Il composa également des pièces pour piano qui, à l'instar de Simple aveu, furent pour certaines extrêmement populaires.
Il aimait les poètes et se complut dans les adaptations symphoniques de certaines œuvres de Th. Gautier, Sully-Prudhomme, A. Theuriet et Victor Hugo, exemple, la ballade : la Fiancée du Timbalier de V. Hugo.
Francis Thomé, qui avait épousé une fille de la grande cantatrice Mme Anna de Lagrange, s'était aussi occupé de critique musicale.
Il est inhumé au cimetière Montmartre, 21e division, partie haute de la division, avec son fils Georges Thomé, préfet. Le monument est l'œuvre de Paul Landowski et a été inauguré le 31 mai 1911.

## Vie privée
Il est le fils de Félix Thomé et de Mary Robinson qui meurt le 21 février 1894 à Paris 9e, obsèques au cimetière Montmartre d'après Le Figaro, 23 février 1894.
Il est le frère d'Eugénie Thomé, épouse du violoniste Adolphe Lebrun (1833-1906), Eugénie meurt le 6 décembre 1886 à Paris 9e.
Il épouse Thècla de Stanckowich, veuve du prince Ghika et fille de la cantatrice Anna-Caroline de Lagrange. Le mariage est cité dans Le Ménestrel, 19 décembre 1875.
Il est le père de Georges-Félix-Maurice Thomé, (1876-1955), licencié ès lettres, élève de l’École des hautes études, préfet, directeur de la sûreté générale au ministère de l’Intérieur, né le 30 mars 1876 à Paris 8e, décédé le 5 décembre 1955 à Paris 16e. Georges Thomé avait épousé Madeleine-Marie Riom fille d'un ancien maire de Nantes, Alfred Riom, en 1903 à Nantes.
Il est le père d'Eugénie Thomé, épouse de Raymond Archambault, infirmière-major, elle meurt, "morte à son poste", en mai 1940, Journal des débats politiques et littéraires, 20 mai 1940.
Il est le père de jumelles, Jeanne Thomé et Marie Thomé, cette dernière épouse du docteur André Ballu, fils du député Roger-Ballu et petit-fils de l'architecte Théodore Ballu..

## Œuvres
- Simple aveu, romance sans paroles pour piano op. 25
- Sous la feuillée pour piano op. 29
- Les adieux pour piano op. 36/1 (à son ami Albert LAVIGNAC)
- La sirène pour piano op. 36/2 (à Mademoiselle Julia LEMOINE)
- Déclaration pour piano op. 36/3 (à son ami Paul LECOMTE)
- Passacaille pour piano op. 37 (à Madame MONTIGNY RÉMAURY)
- Fête champêtre pour piano op. 38
- Sérénade d'Arlequin pour piano op. 56
- Papillonne pour piano op. 57
- Menuet pour piano op. 58
- Barcarolle pour piano op. 64
- Andante religioso pour piano op. 70
- La Naïade pour piano op. 71
- Air de Ballet pour piano op. 77
- Chanson de Mai pour piano op. 88
- Menuet de la Mariée pour piano op.89
- Passepied pour piano op. 91
- Rigodon pour clavecin op. 97 (à son ami Louis Diémer)
- Impromptu-Valse pour piano op. 103
- Madrigal pour piano op. 104
- Polichinelle pour piano op. 118
- Bagatelle pour piano op. 120
- Menuet La Vallière pour piano op. 121
- Légende pour harpe et orchestre op. 122
- Sérénade pour piano op. 123
- Fantaisie pour cornet à pistons, 1902
- Baron Fric, opérette, 1886
- La Bulle d’amour, ballet à grand spectacle en deux actes et dix tableaux, livret de Georges Feydeau, créé le 11 mai 1898 au Théâtre Marigny.
- Quo vadis ?, Drame à grand spectacle en cinq actes et neuf tableaux, livret de Emile Moreau, créé en 1901 au Théâtre de la Porte-Saint-Martin.
- Offrande, mélodie pour chant et piano sur une poésie de Paul Verlaine (posthume, 1910)

## Sources biographiques
- Mort de Francis Thomé avec une photo de Francis Thomé, « Le Petit Parisien » 17 novembre 1909
- Nécrologie de Francis Thomé, « Le Ménestrel » 20 novembre 1909
- Inauguration au cimetière Montmartre, du monument élevé à la mémoire du compositeur Francis Thomé, « Le Gaulois » 1er juin 1911
- Mariage de M. Francis Thomé, pianiste compositeur avec la princesse Thècla de Stanckowich, « Le Ménestrel » 19 décembre 1875
- Acte de décès de Mary Robinson, mère de Francis Thomé, sur le site des Archives de Paris 9e, 21 février 1894, acte n° 257
- Acte de décès d’Eugénie Thomé, sœur de Francis Thomé, sur le site des Archives de Paris 9e, 6 décembre 1886, acte n° 1601,
- Biographie de Mme Anna de La Grange ; Émile Chevalier ; 1856 (en ligne)
- Mort de Mme Archambault-Thomé, infirmière-major, fille de Francis Thomé, "morte à son poste",  « Journal des débats politiques et littéraires » 20 mai 1940